# Macrocarsia gothica
Macrocarsia gothica är en fjärilsart som beskrevs av George Thomas Bethune-Baker 1908. Macrocarsia gothica ingår i släktet Macrocarsia och familjen nattflyn. Inga underarter finns listade i Catalogue of Life.